# Канабіс в Іспанії

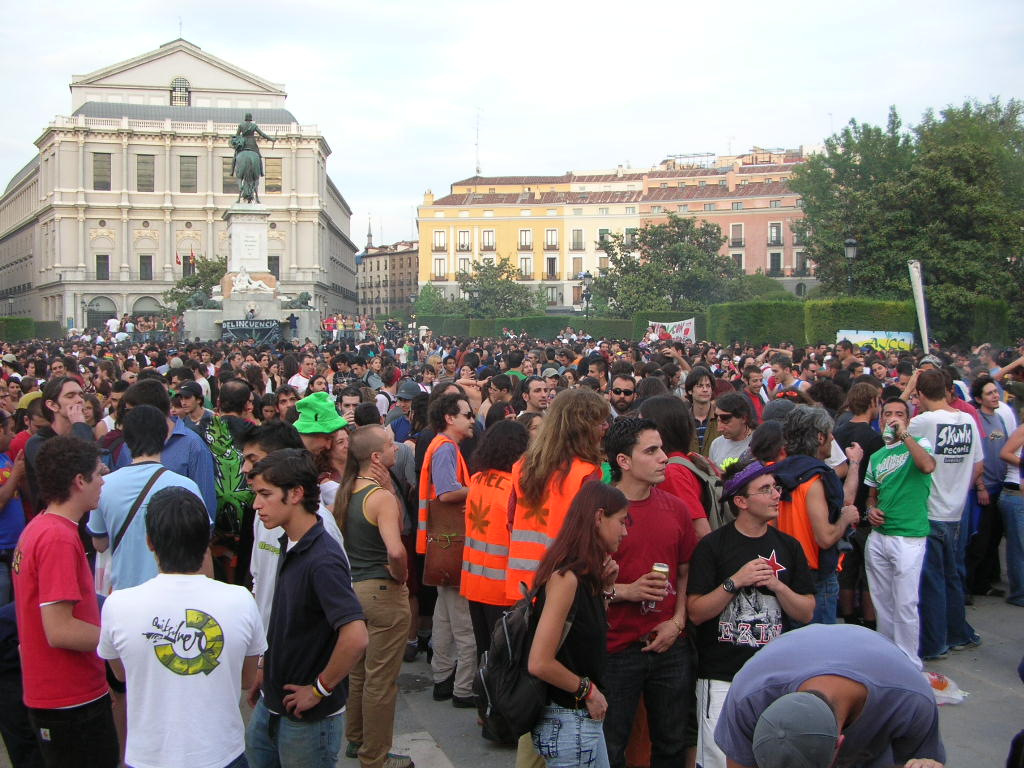
Всесвітній Конопляний Марш, 2005, Мадрид

Коноплі (Марихуана) в Іспанії є незаконними для використання у комерційних цілях, але декриміналізовані для особистого вирощування та використання, а також для інших цілей, крім торгівлі. Використання правових сірих зон в законодавстві Іспанії, канабіс клуби є популярним способом для ентузіастів отримати і використовувати каннабіс.

## Каннабіс клуби
На території Іспанії створено кілька клубів та асоціацій споживачів каннабісу. Ці клуби, перші з яких були створені в 1991 році, є неприбутковими асоціаціями, які вирощують коноплю і продають її своїм членам. Правовий статус цих клубів є невизначеним: у 1997 році чотири учасники першого клубу, Барселонська асоціація досліджень каннабісу Рамона Сантоса, були засуджені на 4 місяці ув'язнення і 3000 євро штрафу, а в той же час суд Більбао постановив, що інший клуб не порушує закон. Андалузький регіональний уряд також доручив професорам кримінального права провести дослідження «Терапевтичне використання каннабіса та створення установ придбання та споживання». Дослідження прийшло до висновку, що такі клуби є легальними до тих пір, поки вони поширюють лише на обмежену кількість повнолітніх, надають лише кількість канабісу, необхідну для негайного споживання, і не отримують прибутку. Андалузький уряд ніколи формально не прийняв ці рекомендації, і правова ситуація в клубах залишається невизначеною. У 2006 і 2007 роках, члени цих клубів були виправдані в суді за зберігання і продаж конопель і поліції було наказано повернути вилучені марихуану.
Близько 500 приватних "Каннабіс клубів" існують в Іспанії, 200 з них тільки в одній Барселоні, а Іспанію називають новим Амстердамом. Таким чином Іспанія стала популярним напрямком для туристів які люблять вживати марихуану.Усі дії, пов'язані з каннабісом, крім продажу чи торгівлі, не вважаються кримінальними злочинами, як правило проступки караються штрафом.

## Медичний каннабіс

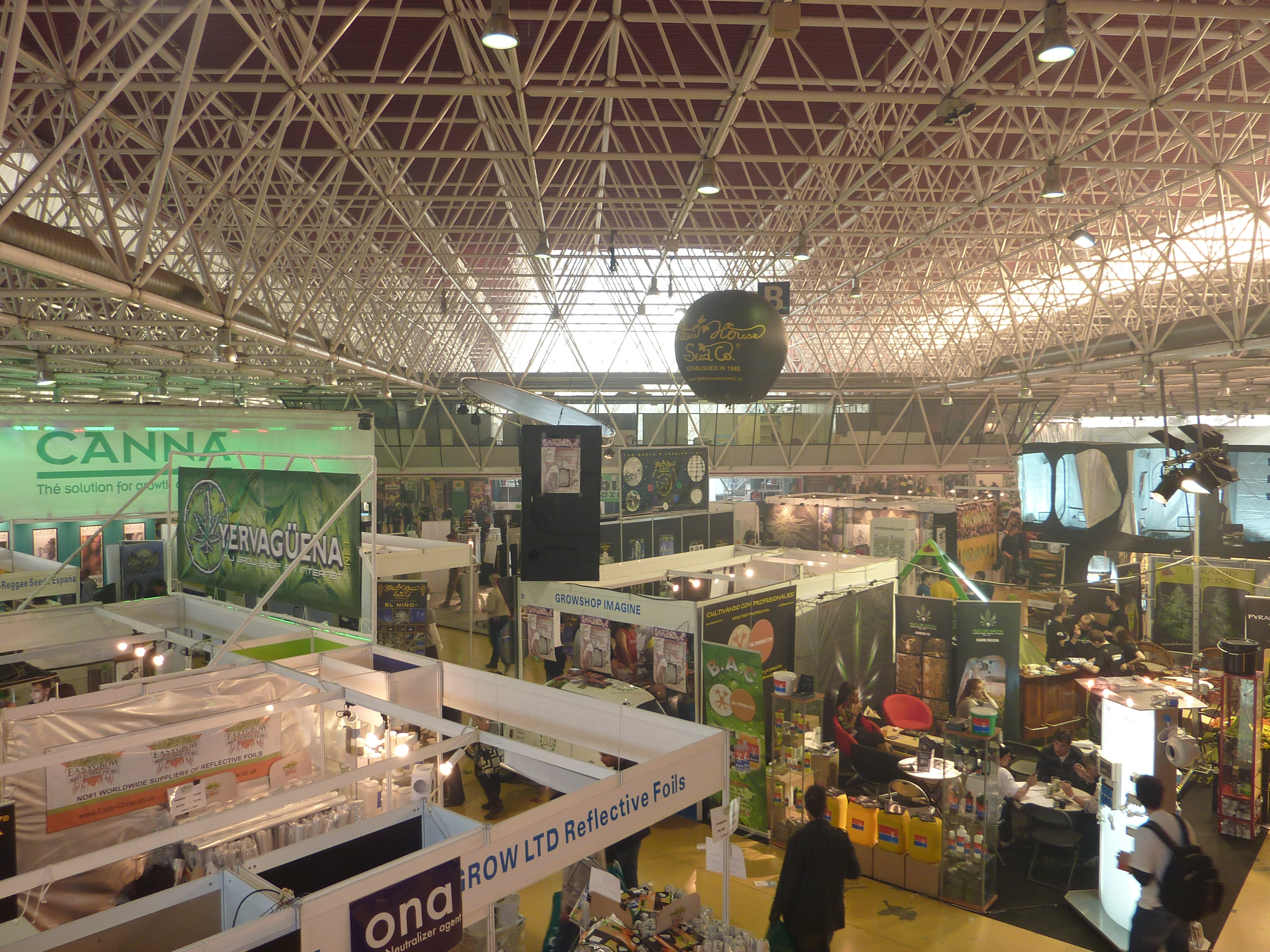
"Spannabis" конвенція, 2010

У жовтні 2005 року автономний уряд в регіоні Каталонії розпочав програму терапевтичного використання Sativex для 600 пацієнтів з широким колом захворювань, від розсіяного склерозу до раку, щоб уникнути нудоти або розслабити напружені м'язи. Проект включає шість лікарень, сорок дослідників і шістдесят аптек. Засіб представлений у вигляді розпилювача для прийому всередину, і він буде доступний в аптеках в деяких лікарнях. Повний текст дослідження можна побачити тут,, Каталонською, в Автономному університеті Барселони.

## Законність
Продаж та імпорт будь-якої кількості каннабіса є кримінальним злочином, що карається законом. Придбання, зберігання та споживання каннабіса в громадському місці є правопорушенням та карається штрафом і конфіскацією продукту. Споживання і вирощування повнолітніми особами на приватній території є легальним, це можливо через правовий вакуум та за умови, що каннабіс виробляється для власного споживання. Рослини каннабісу, які видно з вулиці чи громадського місця (наприклад з балконів), вважається серйозним адміністративним правопорушенням, що карається штрафом від 601 до 30 000 €.